# Narathura admete
Narathura admete är en fjärilsart som beskrevs av William Chapman Hewitson 1863. Narathura admete ingår i släktet Narathura och familjen juvelvingar. Inga underarter finns listade i Catalogue of Life.